# Merluccius productus
Merluccius productus (Ayres, 1855), comunemente noto come nasello del Pacifico o  merluzzo del Pacifico, è un pesce osseo marino appartenente alla famiglia Merlucciidae. Non va confuso con il Merluccius gayi.

## Distribuzione e habitat
Questa specie è diffusa lungo la parte centrosettentrionale della costa occidentale dell'Oceano Pacifico, tra l'isola di Vancouver ed il nord del golfo di California. È assente dalle acque dell'Alaska.
Questo pesce vive sulla piattaforma continentale di solito a profondità non superiori a 229 metri (eccezionalmente fino a 1000 metri). Al contrario di gran parte degli altri Merluccius, che sono pesci tipicamente demersali o bentonici, questa specie sembra condurre un'esistenza prevalentemente. pelagica. Vivono in banchi molto numerosi a mezz'acqua ed effettuano migrazioni stagionali portandosi in estate più a nord e in acque più costiere e in inverno (stagione riproduttiva) in acque più meridionali e profonde.

## Descrizione
Parente stretto del nasello (Merluccius merluccius) a cui somiglia molto, ha corpo allungato con testa grande, muso a punta e mandibola prominente. Ha però la testa più corta rispetto al nasello mediterraneo e le pinne pettorali raggiungono l'inizio della pinna anale. Inoltre la pinna caudale ha bordo concavo e non dritto. Di colore grigio-azzurro fino a nerastro sul dorso che digrada al bianco sui fianchi e sul ventre.
Può raggiungere i 90 cm di lunghezza (taglia media circa 60 cm) e pesare sino a 1,2 kg.

## Biologia
Vive fino a 16 anni. Gregario.

### Alimentazione
Caccia di notte. Cattura invertebrati e pesciolini.

### Riproduzione
I banchi effettuano migrazioni verso il mare aperto durante l'epoca riproduttiva. Queste migrazioni possono portare i banchi a centinaia di miglia dalla costa più vicina. La crescita è rapida e la maturità sessuale viene raggiunta tra 3 e 4 anni di età. Ogni femmina può deporre da 80.000 a 500.000 uova. I territori di riproduzione si trovano soprattutto nel sud dell'areale (California e golfo di California). Le uova vengono deposte in acque aperte e profonde, in inverno e primavera.

## Predatori
Viene predato da piccoli cetacei, tonni, foche, marlin e pesci spada.

## Pesca
Questa specie ha un'elevatissima importanza per la pesca commerciale. Viene catturata prevalentemente da Stati Uniti e Messico e, in passato, ha avuto una grande importanza per la pesca dell'Unione Sovietica. Viene catturata con reti a strascico. Viene spesso commerciata in Europa sotto forma di filetti congelati ed è impiegata anche per la farina di pesce. La carne è buona ma molto deperibile, inizia a rovinarsi dopo 2-4 ore dalla cattura se non prontamente congelata.

## Conservazione
La specie è molto comune nell'areale e, anche se sfruttati intensamente dalla pesca, gli stock non mostrano segni di sovrapesca.